# Сонні Бару
Сонні Бару (д/н — після 1493) — 2-й володар імперії Сонгаї в 1492—1493 роках. Відомий також як Абу-Бакр Дао.

## Життєпис
Походив з династії Сонні. Син Сонні Алі, засновника імперії Сонгаї, після смерті останнього 1492 року посів трон. Продовжив політику попередника, чим було незадоволене мусульманське духовенство, яке бажало розширення прав, підвищення статусу та збільшення земельних володінь. У свою чергу Сонні Бару виховувався у змішаному дусі, де поєдналися традиційні вірування (анімізм) та іслам.
Невдовзі проти Сонні Бару повстав Мохаммад Туре, аскія (головнокомандувач) імперії. На боці Сонні Бару виступили немусульманські племена і народи. Його суперника підтримали факіхи, каді, частина військової знаті та міста.
18 лютого 1493 року Сонні Бару зазнав поразки, але втім це не призвело до загибелі його війська. Мохаммад Туре, не відчуваючи впевненості в перемозі, розпочав перемовини з Сонні Бару, що тривали 2 місяці. За це час Туре отримав підкріплення. Зрештою 12 квітня того ж року в битві біля Анфао (неподалік від столиці імперії Гао) Сонні Бару зазнав нищівної поразки. Він утік, його подальша доля невідома. Моххамад Туре став новим володарем імперії Сонгаї.